# Ottokar Graf Wittgenstein
Ottokar Günther Constantin Graf Wittgenstein, auch Ottokar Gunther Constantin Graf zu Sayn-Wittgenstein-Berleburg (* 16. Januar 1911 in Bruchsal; † 27. November 1995 in München) war ein deutscher Mediziner, Psychiater und Psychoanalytiker aus dem Hause Sayn-Wittgenstein.

## Familie
Ottokar Günther Constantin Wittgenstein war der Sohn von Eva Dahlmann (* 14. Oktober 1889 in Berlin; † 26. Mai 1970 in Waldshut) und Ottokar Graf zu Sayn-Wittgenstein-Berleburg (* 22. Mai 1878 in Salzburg; † 13. August 1914 in Willern, Elsass), eines Kgl . preußischen Oberleuitnants im 1. badischen Leib-Grenadier-Regiment 109. Er war ein Enkel von Friedrich Ernst zu Sayn-Wittgenstein-Berleburg.
Am 30. Juli 1938 heiratete er Ursula Johanna Marili Eleonor von Hase. Deren Töchter sind Nadja Eva Eleanor Maria Gräfin zu Sayn-Wittgenstein-Berleburg (* 1940), die am 4. Februar 1965 Joachim von Prittwitz und Gaffron heiratete, sowie Beatrice Helene Gisela Maria Gräfin zu Sayn-Wittgenstein-Berleburg (* 1942), die am 28. Mai 1967 Götz von Bernuth heiratete.

## Werdegang
Er studierte Rechtswissenschaft, Philosophie und Medizin, absolvierte eine Facharztausbildung zum Psychotherapeuten und praktizierte als Psychoanalytiker und analytischer Gruppentherapeut. Von 1949 bis 1952 hatte er einen Lehrauftrag für medizinische Psychologie an der Universität Innsbruck.
Ab 1952 war er Geschäftsführer des Vereins Psychotherapie-Seminare e .V.
Ab 1965 war er Geschäftsführer der Deutschsprachigen Gesellschaft für Psychopathologie des Ausdrucks und Vizepräsident der Société Internationale de Psychopathologie de l'Expression.

## Veröffentlichungen
1. Das innere Bild, Stuttgart, Hippokrates Verlag 1952
2. Der Mensch vor der Entscheidung, Berlin, Lüttke 1958
3. Die »Elementen-Bild-Serie« in der psychiatrischen und psychotherapeutischen Praxis. o. O. Sandoz 1965.
4. Märchen, Träume, Schicksale: Autoritäts-, Partnerschafts- und Sexualprobleme im Spiegel zeitloser Bildersprache. München, Kindler 1973